# Anamorphosis
Anamorphosis es una película fantástica surrealista española escrita y dirigida por Karlos Alastruey.

## Argumento
Durante una noche Sara despierta en su cama para descubrir que el mundo ha cambiado y ella es la única que parece darse cuenta. Su novio David vive con otra chica y ni siquiera recuerda que estuvieron enamorados. Sara debe aprender a vivir una nueva vida partiendo de cero.

## Ficha artística
- Iratxe García-Úriz (Sara)
- Ander Janín (Aitor)
- María Txokarro (Sara 2)
- David Elorz (David)
- Aintzane Alastruey (Lea)
- Imanol Reta (Saúl)
- Andrea Encinas (Luna)
- Joxepe Gil (Markus)
- Ana Caramés (Ira)
- Gorka Zubeldia (Nelson)
- Aranzazu Duque (Alba)
- Eva Rosino (Laura)
- Pablo del Mundillo (Santiago)

## Comentarios
"Anamorphosis" es un drama fantástico-surrealista con narrativa no lineal. Se rodó en Navarra y Guipúzcoa durante unos pocos días al mes comenzando en noviembre de 2007 y finalizando en octubre de 2008. La postproducción terminó en julio de 2011.
El título de la película está inspirado en la contemplación del cuadro "Los embajadores", de Hans Holbein el Joven. En dicha pintura es visible una calavera solamente desde una perspectiva privilegiada. De un modo similar, en "Anamorphosis", la existencia de un mundo paralelo (y terrible) no puede percibirse excepto desde el punto de vista de la protagonista.
La película se estrenó el 20 de agosto de 2011 en el Abingdon Theatre de Manhattan, dentro del New York City International Film Festival, donde obtuvo los galardones a mejor director y mejor música dentro de la categoría de cine surrealista. Por su parte, la Filmoteca de Navarra incluyó "Anamorphosis" en su programación para el 28 de septiembre de 2011.
"Anamorphosis" no obtuvo ninguna ayuda ni financiación externa, y su producción se hizo posible por el trabajo desinteresado de casi todo el equipo y actores.

## Enlaces
- Ficha de "Anamorphosis" en IMDb (enlace roto disponible en Internet Archive; véase el historial, la primera versión y la última).
- Lista de premiados en 2011 en el NYCIFF, incluyendo dos premios para "Anamorphosis" Archivado el 24 de septiembre de 2011 en Wayback Machine.
- Reportaje sobre "Anamorphosis" en el Diario de Noticias de Navarra, 23 de mayo de 2011
- Ficha en IMDb del actor Ander Janín
- Noticia sobre los premios de "Anamorphosis" en el NYCIFF, Diario de Noticias de Navarra, 27 de agosto de 2011 (enlace roto disponible en Internet Archive; véase el historial, la primera versión y la última).
- Programación de la Filmoteca de Navarra para el 28 de septiembre de 2011, con la ficha de Anamorphosis
- Tráiler de "Anamorphosis"

- Datos: Q5674403